# Caso Kris Wu
El caso Kris Wu se refiere a las acusaciones de violación contra el artista sino-canadiense Kris Wu en China. Fue detenido el 31 de julio de 2021 y, el 16 de agosto, se aprobó su detención por sospecha de violación. El juicio comenzó el 10 de junio de 2022 y el 25 de noviembre se dictó el veredicto, donde fue declarado culpable de violación y de organizar actos sexuales. Recibió una condena de trece años de prisión y deportación. Aunque apeló la sentencia, el veredicto fue confirmado el 24 de noviembre de 2023, generando un intenso debate en la sociedad china.

## Personas involucradas
- Kris Wu: sino-canadiense, nacido en 1990, cantante y actor
- Du Meizhu: china, nacida en 2002, egresada de la Universidad de Comunicación de China como directora de cine y televisión[5]
- Otras dos mujeres como testigos[6]

## Desarrollo

### Primeras acusaciones
El 28 de mayo de 2021, se publicaron fotos de Kris Wu con una mujer desconocida, lo que generó rumores sobre que habían reservado un cine para estar a solas. La mujer fue identificada como Chen Ziyi, una influencer china. Después de que las imágenes de las cámaras de seguridad se difundieron en internet, el equipo de Wu anunció que tomaría acciones legales contra el cine por violar su privacidad. Afirmaron que Wu había alquilado la sala para ver una película con amigos y acusaron a los empleados del cine de manipular las imágenes para publicarlas.
El 2 de junio de 2021, Liu Meili publicó en Weibo capturas de pantalla de una conversación con su amiga Du Meizhu para que los seguidores de Wu entendieran sus acciones. Según Liu, Wu y Du habían tenido un romance desde diciembre de 2020, pero él desapareció en abril de 2021. A finales de mayo, surgieron rumores sobre la relación de Wu con Chen, lo que impactó emocionalmente a Du y la llevó a abandonar sus estudios. Liu incluyó una foto en la publicación donde se ve a Wu enviando un mensaje a Du, aunque solo se ve la mitad de su rostro.

### Acusación de abuso sexual
El 8 de julio de 2021, Du publicó en Weibo acusando a Wu de tener una cuenta en WeChat para comunicarse con adolescentes. Lo acusó de usar pretextos como «reclutar chicas menores para su próximo video musical» y «descubrir nuevos talentos» para organizar fiestas donde seducía y agredía sexualmente a mujeres, afirmando que las «cuidaría».  Según Du, de las ocho personas afectadas, dos, incluida ella, eran menores de 18 años. Ante estas acusaciones, el estudio de Wu negó los hechos y advirtió a Du que eliminara el contenido que consideraban «falso», además de anunciar que recopilarían pruebas para demandarla por dañar su honor y derechos.
El 16 de julio de 2021, Du publicó en Weibo que estaba recibiendo cada vez más mensajes de personas que buscaban su ayuda, afirmando que querían justicia y no compensación. En una declaración el 17 de julio, mencionó que había sufrido daños físicos y mentales y que estaba recibiendo electroterapia. Du presentó evidencia para respaldar sus afirmaciones y, al ser contactada por más víctimas, notó que la edad de las personas abusadas por Wu estaba disminuyendo. Comentó que las víctimas eran principalmente chicas nacidas después del año 2000 que habían aprobado el examen de ingreso a la universidad, y que eran llevadas a bares, donde las embriagaban y luego eran agredidas sexualmente.
El 18 de julio de 2021, Du escribió una carta considerada «decisiva», en la que afirmaba que Wu no usaba preservativos durante las relaciones sexuales. También lo criticó por comentarios arrogantes sobre el tamaño de su pene, a pesar de que sus encuentros solo duraban de 2 a 3 minutos. Du anunció que revelaría pruebas que podrían llevar a Wu a enfrentar una pena de prisión de 10 años, a menos que él realizara una rueda de prensa en 24 horas, se disculpara con las víctimas y se retirara de la industria del entretenimiento. En la carta, también expresó otros puntos. 

…… 我清楚地知道，我的人生肯定已經毀了，雖然我只和吳一人發生過性關係，但大眾早已經認為我是爛褲襠，我將來我的老公，我的婆婆只要吵架肯定動不動就要拿這個說事，沒準我的孩子在幼兒園還會被叫做公交車的孩子。我的人生是毀了，但是我不能毀了她們的。因為，我，是個人 ……
Es evidente que mi vida está arruinada. Aunque solo he tenido encuentros íntimos con Kris Wu, la opinión pública me ha etiquetado como una persona de mala reputación. En el futuro, si mi esposo y mi suegra discuten, probablemente usarán este incidente en mi contra. Mis hijos podrían ser conocidos como «los hijos del baño público», un término despectivo en China continental que implica promiscuidad.|group=upper-alpha}} Mi vida está arruinada, pero no puedo arruinar la suya.

### Negociación fallida
El 16 de julio de 2021, Du compartió imágenes de una conversación con una cuenta llamada Medios de Comunicación Cultural de Pekín - Fan Shè, que se cree que pertenece a Kris Wu. Esta cuenta afirmó que habían contratado a un abogado y que ganarían la demanda, pero ofrecieron 1,000,000 de yuanes a Du para que eliminara sus publicaciones y se disculpara. Du se negó a disculparse, ya que se consideraba la víctima, y exigió 8,000,000 de yuanes para las ocho víctimas. Después de varias negociaciones, la cuenta ofreció 2,000,000 de yuanes si Du eliminaba su publicación en Weibo, pero ella quería una disculpa escrita de Wu. Al no aceptar esta condición y pedir las identidades de las otras víctimas, Du concluyó que no estaban actuando de manera honesta, lo que llevó al fracaso de la negociación.
Du también afirmó haber recibido dos transferencias por un total de 500,000 yuanes de cuentas de Wu y su madre, Stacy Wu. Al final del 18 de julio, Du mostró pruebas de que había reembolsado el dinero recibido.

### Respuesta de Kris Wu
El 19 de julio de 2021, tras varios días de silencio ante las acusaciones de Du Meizhu, Kris Wu finalmente se pronunció y declaró: 

…… 之前沒有回應是因為不想干擾司法程序的推進，但沒想到我的沉默卻縱容了造謠者的變本加厲，我已忍無可忍！本人只在2020年12月5日的朋友聚會中見過都女士一次，沒有灌酒、沒有收手機、更沒有她描述的各種“細節”，當天聚會人很多，都會作證！我很抱歉打擾到大家。我申明，從來沒有過什麼“選妃”！沒有“誘姦”“迷姦”！沒有什麼“未成年”！如果有這類行為，請大家放心，我會自己進監獄！！我對自己上述的所有話負法律責任！……
Antes de esto, me mantuve en silencio para no interferir en el juicio, pero no quería que mi falta de respuesta permitiera que los rumores empeoraran la situación. Ya no puedo soportarlo. Solo vi a Du una vez en una reunión de amigos el 5 de diciembre de 2020. No hubo alcohol, no se recogieron teléfonos móviles ni se dieron los detalles que ella menciona. Había mucha gente en la fiesta, ¡todos pueden confirmarlo! Lamento cualquier inconveniente que haya causado. Quiero dejar claro que nunca se ha hablado de reclutar mujeres, ni de «seducción», «drogas o violación». No había menores de edad. Si hubiera hecho algo así, iría a la cárcel. Soy responsable ante la ley por todo lo que digo.

El 19 de julio, el equipo de Wu notificó a las autoridades para que investigaran el caso y acusaron a Du de difundir información falsa en sus publicaciones y entrevistas. El informe también indicó que no se había encontrado ninguna cuenta de WeChat registrada y que las imágenes publicadas por Du eran fraudulentas. Esa noche, la agencia de Wu emitió un comunicado de diez puntos, reafirmando que Kris y Du solo se habían visto una vez en diciembre de 2020, y que las capturas de pantalla de su conversación con la cuenta Medios de Comunicación Cultural de Pekín - Fan Shè eran completamente falsas. Además, se informó que la madre de Kris Wu, abrumada por la presión de las acusaciones, le había transferido 500,000 yenes.
Wu acusó a Du de haberle enviado múltiples correos electrónicos con la intención de extorsionarlo, afirmando que ella no actuaba sola, sino que contaba con el apoyo de un grupo de personas. Además, la acusó de mentir al afirmar que no había recibido los 180,000 de los 500,000 yenes que su madre le había transferido.

## Investigación
El 14 de julio de 2021, Stacy, la madre de Wu, se presentó ante la policía para denunciar que su hijo estaba siendo víctima de chantaje. El 22 de julio, la policía de Chaoyang, en Pekín, emitió un comunicado oficial sobre el caso. Posteriormente, el 31 de julio, Wu fue arrestado por la policía en el marco de una investigación relacionada con presuntas acusaciones de violación. El 31 de julio, fue arrestado bajo sospechas de violación y se encuentra bajo investigación.

### Relación entre Kris Wu y Du Meizhu
Según el comunicado oficial de la policía de Chaoyang del 22 de julio de 2021, la relación entre Kris Wu y Du Meizhu es la siguiente: 

2020年12月5日22时许，吴亦凡执行经纪人冯萌以挑选MV女主角面试为由约都美竹等人到吴亦凡家参加聚会。都美竹酒后在吴亦凡家留宿，10余人共同玩桌游并饮酒，次日凌晨至7时许，其他聚会人员陆续离开，都美竹酒后在吴亦凡家中留宿，两人发生性关系。当日下午，都美竹在吴亦凡家中用餐后自行离开，期间两人互相添加微信。12月8日，吴亦凡给都某竹转账3.2万元用于網路购物。此后至2021年4月期间，两人保持微信联系。
El 5 de diciembre de 2020, Feng Meng, representante de Kris Wu, organizó una reunión para que Du Meizhu asistiera a la casa de Wu bajo el pretexto de entrevistar a una mujer para un video musical. Más de diez personas se reunieron para jugar y beber. Desde la madrugada hasta las 7 de la mañana del día siguiente, los asistentes se fueron y, tras embriagarse, Du se quedó a dormir en la casa de Wu, donde mantuvieron relaciones sexuales. Esa tarde, Du cenó en la residencia de Wu y luego salió por su cuenta. Ambos intercambiaron sus nombres de usuario de WeChat. El 8 de diciembre, Wu le transfirió 32,000 yenes a Du para compras por internet, y continuaron comunicándose a través de WeChat en abril de 2021.

### Publicaciones de Du Meizhu
Tras ser informados sobre la denuncia de Wu Xiuchun, la policía de Chaoyang procedió a realizar una investigación que permitió identificar al presunto culpable, Liu Diaodiao. Este sujeto fue arrestado por la policía en Nanjing, Jiangsu, el 18 de julio de 2021. Después de ser detenido, Liu admitió haber cometido fraude y en este momento se encuentra bajo la custodia de la policía. La policía resumió el caso de Liu, el sospechoso que engañó a Du Meizhu y Kris Wu al falsificar información, de la siguiente manera: 

2021年6月，犯罪嫌疑人刘迢迢看到都某竹和吴亦凡的网络炒作信息后，遂产生冒充相关关系人对涉事双方进行诈骗的想法。[…] 7月10日，刘某迢利用获取的信息冒用都美竹名义与吴亦凡律师联系，以双方达成和解为名索要300万元赔偿，并将自己和都美竹的银行账户一并发给吴亦凡律师。同时，刘迢迢使用"北京凡世文化传媒"微信账号，自称系吴亦凡律师，与都美竹协商达成300万元的和解赔偿，但双方未签署和解协议。7月11日，吴亦凡母亲分两次向都某竹账户转账50万元。此后，未得到钱款的刘迢迢继续冒充都某竹，向吴亦凡律师索要剩余250万元未遂。后又冒充吴亦凡律师要求都美竹簽署和解协议，否则索回50万元。都美竹同意退款后，刘迢迢冒充吴亦凡律师将本人的支付宝账号提供给都美竹，都美竹陆续向该账号转账18万元。
En junio de 2021, Liu Diaodiao, quien era sospechoso, al enterarse de las noticias sobre Du Meizhu y Kris Wu, decidió idear un plan para suplantar las identidades de los implicados y estafar a ambos. El 10 de julio, Liu se hizo pasar por Du Meizhu y contactó al abogado de Kris Wu, exigiendo una compensación de 3 000 000 yenes y dando sus datos bancarios y los de Du Meizhu al abogado. Simultáneamente, Liu utilizó una cuenta ficticia en WeChat bajo el nombre de Medios de Comunicación Cultural de Pekín - Fan Shè para representar al abogado de Kris Wu y negociar con Du Meizhu el pago de 3 000 000 yenes como compensación. Sin embargo, no se logró llegar a un acuerdo de conciliación. El 11 de julio, la madre de Kris Wu le envió dos veces 500 000 yenes a Du Meizhu. Después, al no recibir el dinero, Liu siguió haciéndose pasar por Du Meizhu y contactó al abogado de Kris Wu para reclamar el pago de los 2 500 000 yenes restantes. Más tarde, el individuo se hizo pasar nuevamente por el abogado de Kris Wu y le exigió a Du Meizhu que firmara un acuerdo de conciliación, de lo contrario tendría que devolver los 500 000 yenes. Du Meizhu acordó reembolsar el dinero y Liu suministró su cuenta de Alipay.

### Arresto de Kris Wu
Durante la noche del 16 de agosto, la Fiscalía del Distrito de Chaoyang hizo oficial la orden de arresto de Wu por acusaciones de violación. Según informes, aparte de ser investigado por el delito de violación, Wu también está siendo investigado por delitos relacionados con el tráfico y consumo de drogas. De acuerdo con NetEase, la recomendación de la policía al Fiscal del Distrito de Chaoyang para Wu es la pena capital.

## Impacto
La denuncia de Du contra Wu fue respaldada ampliamente por la comunidad, con varios de sus mensajes recibiendo más de 10 millones de «me gusta» en Weibo. El hashtag #girlshelpgirls y otros que promovían boicotear a Wu recibieron millones de visitas, lo que llevó a importantes marcas a finalizar sus colaboraciones con él.  Tras la detención de Wu por parte de las autoridades, sus cuentas de Weibo, con más de 51 millones de seguidores, y de Douyin fueron desactivadas. Las plataformas en línea como Tencent, iQiyi y Youku han eliminado alrededor de 1.9 millones de vídeos cortos y más de 7000 vídeos de programas de entretenimiento en los que él era protagonista.

### Marcas
El 19 de julio de 2021, diferentes marcas como Vatti, Master Kong, Tempo, Libai, Porsche y el videojuego Honor of Kings comunicaron la finalización de sus asociaciones con Wu. No obstante, en aquel momento, algunas marcas internacionales como Louis Vuitton todavía no habían comunicado de manera oficial la finalización de sus contratos. En cambio, decidieron temporariamente ocultar las publicaciones sobre Wu en Weibo. Se emitió un comunicado en el que mostraban inquietud por las acusaciones contra Wu y aseguraban que cesarían su colaboración una vez se dieran a conocer los hallazgos de la investigación policial.
El 20 de julio de 2021, las empresas Bvlgari y L'Oréal confirmaron que finalizaban sus asociaciones con Wu. Esa jornada, Ubisoft optó por eliminar la canción «Big Bowl of Noodles» de Kris Wu del videojuego Just Dance, con la finalidad de brindar a los jugadores una experiencia de juego positiva y saludable.
El 23 de julio de 2021, tras la difusión por parte de la policía de información sobre Wu, Louis Vuitton emitió un comunicado en su perfil oficial de Weibo informando sobre la finalización de su asociación con el artista. En ese instante, un total de 12 marcas, que incluyen desde productos de uso cotidiano hasta artículos de alta gama, habían rescindido sus acuerdos con Wu.

### Movimiento feminista
El arresto de Wu por la policía ha sido aplaudido por las activistas feministas en China como un triunfo poco común para el movimiento #MeToo, en un momento en el que el Partido Comunista Chino impone severas limitaciones a las acciones de oposición. Las autoridades en China no promueven que las mujeres denuncien casos de violación y otros tipos de acoso sexual. Antes de Du, varias mujeres afectadas decidieron callar, porque aquellos que se animaron a reportar acoso sexual se enfrentaron a una fuerte respuesta tanto de la sociedad como de las autoridades.